# 플람스인
플람스인(네덜란드어: Vlamingen)은 저지대 국가에 분포하는 게르만 민족으로, 네덜란드어의 방언인 플람스어를 사용한다. 이들이 사는 지역을 플란데런(벨기에의 플란데런 지역과 프랑스 북부 플랑드르프랑세즈 지방)이라고 한다.

## 같이 보기
- 벨기에인
- 네덜란드인